# الألعاب البارالمبية الآسيوية للشباب 2009
دورة الألعاب الآسيوية للشباب البارالمبي لعام 2009 والمعروفة ايضاً باسم دورة الألعاب الآسيوية الأولى للشباب من ذوي الإعاقة كانت حدثًا آسيويًا متعدد الرياضات للشباب ذوي الإعاقة أقيم في طوكيو، اليابان بفترة من 10 إلى 13 سبتمبر 2009. وشارك في الألعاب حوالي 466 رياضياً من 29 دولة مشاركة في 6 رياضات منها 5 رياضات رئيسية ورياضة استعراضية واحدة.
حيث كانت المرة الأولى التي تستضيف فيها اليابان في هذا الدورة. وتعتبر اليابان هي الدولة الأولى التي تستضيف دورة الألعاب الآسيوية للشباب البارالمبي. افتتح وأختتم أكيهيتو الألعاب في صالة الألعاب الرياضية متروبوليتان طوكيو.
تصدرت اليابان قائمة الدول الحائزة على الميداليات حيث تلتها إيران ثم الصين.

## منظمة

### التطوير والاعداد
تشكل اللجنة المنظمة لدورة الألعاب الآسيوية للشباب البارالمبية التي اقيمت في طوكيو 2009 للإشراف على تنظيم الألعاب.

### الأماكن
| مدينة                                          | مكان المنافسة                                  | الرياضة |
| طوكيو                                          |                                                |         |
| صالة الألعاب الرياضية متروبوليتان طوكيو        | حفل الافتتاح وبطولة التنس على الكراسي المتحركة |         |
| الملعب الأولمبي                                | ألعاب القوى                                    |         |
| مركز طوكيو تاتسومي الدولي للسباحة              | سباحة                                          |         |
| صالة الألعاب الرياضية الوطنية يويوجي           | تنس الطاولة وكرة الهدف                         |         |
| مركز الشباب التذكاري للألعاب الأولمبية الوطنية | بوكيا                                          |         |

## الألعاب

### الدول المشاركة
*   البلد المضيف ( اليابان)
| المرتبة | NPC                  | ذهبية | فضية | برونزية | المجموع |
| ------- | -------------------- | ----- | ---- | ------- | ------- |
| 1       | اليابان (JPN)*       | 65    | 26   | 22      | 113     |
| 2       | إيران (IRI)          | 26    | 24   | 18      | 68      |
| 3       | الصين (CHN)          | 23    | 5    | 0       | 28      |
| 4       | العراق (IRQ)         | 17    | 9    | 4       | 30      |
| 5       | هونغ كونغ (HKG)      | 17    | 5    | 7       | 29      |
| 6       | تايلاند (THA)        | 13    | 16   | 3       | 32      |
| 7       | كوريا الجنوبية (KOR) | 13    | 9    | 7       | 29      |
| 8       | كازاخستان (KAZ)      | 7     | 12   | 4       | 23      |
| 9       | تايبيه الصينية (TPE) | 7     | 3    | 1       | 11      |
| 10      | الأردن (JOR)         | 7     | 1    | 3       | 11      |
| 11      | الكويت (KUW)         | 5     | 10   | 0       | 15      |
| 12      | ماليزيا (MAS)        | 5     | 7    | 10      | 22      |
| 13      | أوزبكستان (UZB)      | 4     | 3    | 1       | 8       |
| 14      | باكستان (PAK)        | 4     | 1    | 5       | 10      |
| 15      | سنغافورة (SIN)       | 4     | 1    | 0       | 5       |
| 16      | فلسطين (PLE)         | 2     | 3    | 0       | 5       |
| 17      | لبنان (LIB)          | 0     | 2    | 0       | 2       |
| 18      | سريلانكا (SRI)       | 0     | 1    | 0       | 1       |
| المجموع | المجموع              | 219   | 138  | 85      | 442     |

الدول المشاركة الضيفة
ممارسة رياضة العرض فقط: تنس الكراسي المتحركة
- أستراليا
- جنوب إفريقيا
- إسبانيا
- ألمانيا
- نيوزيلندا

### الرياضة
الرياضة الرئيسية
- ألعاب القوى
- تنس الريشة
- بوكيا
- سباحة
- كرة الطاولة

رياضة استعراضية
لا يحق للاعبي هذه الرياضة الفوز بالميداليات، خاصة بالنسبة للدول المشاركة المدعوة.
- تنس الكراسي المتحركة

### طاولة الميداليات
*   الدولة المضيفة ( اليابان )